# Cyathea metteniana
Cyathea metteniana är en ormbunkeart som först beskrevs av Henry Fletcher Hance, och fick sitt nu gällande namn av Carl Frederik Albert Christensen och Tard. Cyathea metteniana ingår i släktet Cyathea och familjen Cyatheaceae. Inga underarter finns listade.